# پاول پوگربنیاک
پاول پوگربنیاک (زادهٔ ۸ نوامبر ۱۹۸۳) بازیکن فوتبال اهل کشور روسیه است.
وی برای تیم ملی روسیه ۳۳ بازی انجام داده و ۸ گل به ثمر رسانده‌است. پست تخصصی این بازیکن نیز، مهاجم است.
از تیم‌هایی که در آن بازی کرده است می‌توان به باشگاه فوتبال اشتوتگارت، باشگاه فوتبال زنیت سنت پترزبورگ و باشگاه فوتبال فولام اشاره کرد.